# 金栗記念選抜中・長距離熊本大会
金栗記念選抜陸上中長距離大会（かなぐりきねんせんばつりくじょうちゅうちょうきょりたいかい）は、毎年4月初旬に開かれる陸上競技大会である。日本グランプリシリーズ指定大会。主催は熊本陸協他。日本マラソンの父と言われた金栗四三の功績を称えて、彼の出身地でもある熊本県で開催される。会場は熊本市の熊本県民総合運動公園陸上競技場（えがお健康スタジアム）。あくまでも中距離・長距離種目のみの大会である。

## 競技種目
- 一般男子…1500m・5000m
- 一般女子…1500m・5000m
- 高校男子…5000m
- 高校女子…3000m
- 中学男子…3000m（選抜）・4×100mR（選抜）
- 中学女子…1500m（選抜）・4×100mR（選抜）
- 小学生男女（5・6年生）…1500m・4×100mR（選抜）
- 小学生男女（4年生以下）…800m・4×100mR（選抜）